# Кози-Рог
Кози-Рог (Козирог, болг. Кози рог, Козирог) — село в Болгарии. Находится в Габровской области, входит в общину Габрово. Население составляет 67 человек.

## Политическая ситуация
Кози-Рог подчиняется непосредственно общине и не имеет своего кмета, кметский наместник в селе — Христо Иванов Койчев.
Кмет (мэр) общины Габрово — Томислав Пейков Дончев (Граждане за европейское развитие Болгарии (ГЕРБ)) по результатам выборов в правление общины.